# Công giáo tại Ả Rập Xê Út
Giáo hội Công giáo ở Ả-rập Xê Út chính thức bị cấm, mặc dù người Công giáo được phép vào quốc gia này để làm việc tạm thời. Có một cộng đồng người Philippines xa xứ ở Ả Rập Xê Út, nhiều người trong số họ được cho là người Công giáo. Không có giáo phận nào ở Ả Rập Xê Út, tuy nhiên, quốc gia này trên danh nghĩa thuộc thẩm quyền của Hạt Đại diện Tòa Thánh Bắc Arabia.
Ả rập Xê út cho phép người Công giáo và Kitô hữu các giáo phái khác nhập quốc gia này làm lao động nước ngoài để làm việc tạm thời, nhưng không cho phép họ thực hành đức tin của họ một cách công khai. Kết quả là, người Công giáo và Kitô hữu của các giáo phái khác thường chỉ thờ phượng trong bí mật trong nhà riêng. Các mặt hàng và vật phẩm thuộc các tôn giáo khác ngoài Hồi giáo đều bị cấm. Chúng bao gồm Kinh Thánh, thánh giá, tượng, các bức chạm khắc, các đồ vật có biểu tượng tôn giáo, và những thứ khác, mặc dù chính sách đã nêu của chính phủ là các vật dụng đó được phép cho các mục đích tôn giáo theo mục đích cá nhân.
Saudi Saudi Mutaween (tiếng Ả Rập: مطوعين), hoặc Ủy ban thúc đẩy đức hạnh và Phóng chống Sự ô uế cấm việc thực hành bất kỳ tôn giáo nào khác ngoài Hồi giáo. Việc cải đạo của một người Hồi giáo sang tôn giáo khác được xem là một hành vi bội giáo và việc cải đạo của những người không theo đạo Hồi đều bị cấm, và có thể dẫn đến án tử hình. Chính phủ không cho phép các giáo sĩ không phải Hồi giáo vào nước này với mục đích tiến hành các dịch vụ tôn giáo.

## Tình hình
Người Công giáo gần 1,3 triệu người, chiếm khoảng 7% dân số Ả Rập Xê Út. Có một cộng đồng Công giáo đáng kể trong nước, chỉ dành riêng cho công nhân nhập cư: chủ yếu là người Công giáo Philippines (khoảng 1 triệu, 85% người Công giáo theo ước tính năm 2010) và người Công giáo Ấn Độ (trong đó không biết chính xác số lượng cụ thể).. Ở Ả-rập Xê-út không có quyền tài phán lãnh thổ của Giáo hội Công giáo: lãnh thổ của đất nước được bao gồm trong Hạt Đại diện Tông Tòa bắc Arabia, có trụ sở tại Awali, Bahrain.

## Quan hệ giữa Tòa Thánh và Ả Rập Saudi
Ả Rập Xê Út và Toà thánh không có quan hệ ngoại giao. Đại diện giáo hoàng của các Kitô hữu địa phương là Khâm sứ Tòa Thánh tại bán đảo Ả Rập, sống ở Kuwait.
Một dấu mốc lịch khắc lịch sử xảy ra vào ngày 6 tháng 11 năm 2007, khi Giáo hoàng Biển Đức XVI tiếp kiến Vua Abdullah tại Vatican. [6] Năm 2017, Hồng y Jean-Louis Tauran, Chủ tịch Hội đồng Giáo hoàng về Đối thoại Liên tôn gặp gỡ các quan chức của Ả Rập Xê Út, trong đó có quốc vương của nước này. Hai bên đã đạt được một số thỏa thuận quan trọng.